# Хенгойд
Генґо́йд (/ˈhɛnɡɔɪd/) (англ. Hengoed, валл. Hengoed) — місто на південному сході Уельсу, адміністративний центр області Карфіллі.
Населення міста становить 5 044 осіб (2001).